# Гординский, Ярослав Антонович
Антонович-Гординский, Ярослав Дмитриевич (псевдонимы — Я.А.Г., Яр. Горд., Г-й, Я.Г.; 22.07.1882-05.07.1939) — украинский литературовед, писатель, переводчик, педагог. Доктор философии (1910), действительный член Научного Общества имени Тараса Шевченко (1914). Родился в селе Шкло в семье священника. Учился на философских факультетах Львовского и Венского университета (1900-04). Преподавал украинский язык и литературу, а также классические языки в гимназиях городов Львов (1904-05, 1912-38) и Коломыя (1905-12), читал лекции во Львовском украинском тайном университете (1922-23) и на высших учительских курсах Львова (1929-30). Работал в филологической секции НТШ. В начале 1939 г. возглавил Комиссию новой украинской литературы, созданной при НТШ по просьбе студентов. Переводил на украинский язык сочинения И.Тургенева, И.-В.Гете, Г.Гейне, В.Шекспира. Исследователь истории украинской литературы 13-20 веков (в частности, творчества Ф.Прокоповича, Т.Шевченко, И.Франко, М.Хвылевого и др.). Автор социально-бытовых рассказов: «Разведённые» (1903), «Извозчик» (1905), «Черный хлеб» (1908), научных монографий, статей, рецензий, воспоминаний «Над Прутом» (1905), «Мои лучшие гимназические профессора» (1939), «К литературно-научной деятельности И. Франко в 1912—1913 гг.» (1930). Важнейший труд Гординского — «Литературная критика подсоветской Украины» (1939) — о литературной организации и литературная дискуссия на Украине 1920-х гг. — был уничтожен сразу после появления. Перепечатан А.Горбачем в Германии в 1985 году. Печатался в «Записках Научного общества имени Шевченко» (20 научных публикаций в течение 1905-37), журналах «Литературно-научный вестник», «Колокола», «Мы», «Наша культура», « Записки чина св. Василия Великого», сборника «Украина» (1924-30). Умер в городе Львов. Документы о жизни и деятельности Гординского хранятся в ЦГИА Львова (ф. 361, 384, 402), ЛНБ им. В.Стефаника (ф. 11), Институте рукописи НБУВ (ф. 111).

## Сочинения
- Іван Гушалевич і його літературна діяльність. Львів, 1905;
- Причинки до студій над «Енеїдою» І.Котляревського. Коломия, 1907;
- Невідомі писання Маркіяна Шашкевича. Коломия, 1911;
- Українство і москвофільство серед українського народу в Галичині. Львів, 1912;
- Україна і Італія: Огляд взаємин до 1914 р. Львів, 1915;
- До історії культурного і політичного життя в Галичині у 60-х рр. XIX в. Львів, 1917;
- Т.Шевченко і Ж.Красінський. «ЗНТШ», 1917, т. 119—120;
- Келестин Скоморівський і його літературна діяльність. Львів, 1919;
- Акад. Кирило Студинський як дослідник літератури XVI—XVII ст. «ЗНТШ», 1930, т. 159;
- З української драматичної літератури XVII—XVIII ст. Львів, 1930;
- Українські переклади й переспіви з Гете. Львів, 1933;
- Сучасне франкознавство (1916—1932). «ЗНТШ», 1933, т. 153, вип. 2;
- Жіноче питання в повісті радянської України. Львів, 1937.